# Příčinková čára

Znázornění principu příčinkové čáry: pohybující se síla, graf p.č. ohybového momentu a posouvající síly

Příčinková čára je označení grafického znázornění průběhu určité statické veličiny, pořadnice η udává relativní velikost veličiny v daném průřezu v závislosti na působení pohybující se bezrozměrné jednotkové síly F = 1 [-]. Na rozdíl od grafu průběhu vnitřních sil vyjadřují sílu v pouze jednom bodě a příslušné pořadnice vyjadřují polohu pohyblivého zatížení. Mezi sledované veličiny mohou patřit reakce, ohybové momenty, posouvající síla i průhyby, jelikož je působící síla bezrozměrná, mají příčinkové síly vnitřních sil jednotku [-], ohybové momenty mají jednotku metr.

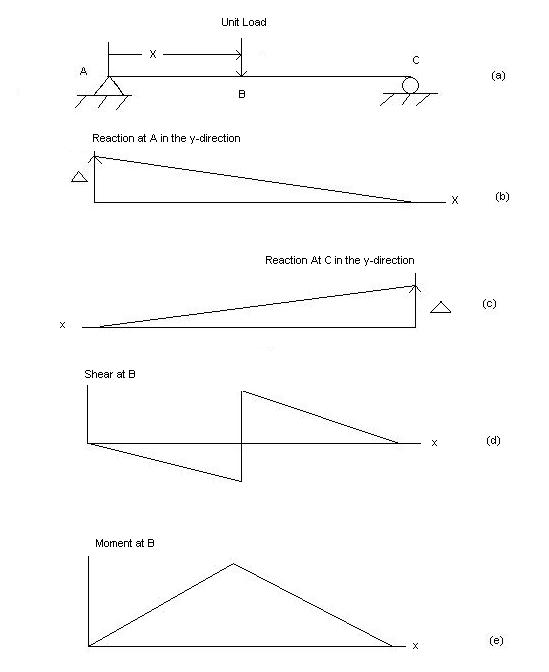
Příčinkové čáry pro různé statické veličiny

Animovaná ukázka vykreslení příčinkové čáry ohybového momentu v bodě B. Horní graf ukazuje pohybující se jednotkovou sílu a příslušný ohybový moment pro danou polohu (x) síly. Druhý graf vykresluje příčinkovou čáru η_{M} pro každou polohu (x).

Průběh příčinkové čáry reakce v podpoře A pro staticky neurčitou konstrukci – spojitý nosník. Poloha síly v sousedním (1.) a každém dalším lichém poli vyvodí přitěžující účinek, poloha síly v sudých polích vyvodí odlehčující účinek.

Teorie příčinkových čar je postavena na Bettiho teorému. Příčinkové čáry mohou být stanoveny buď z definice – pro každou polohu zatěžující síly se vyšetří hodnota statické veličiny v požadovaném bodě, nebo kinematicky (Müller-Breslauův princip) – dojde k fiktivnímu uvolnění vazby či vložení kloubu a konstrukci je udělen deformační impuls, průběh příčinkové čáry pak odpovídá tvaru deformované konstrukce. Na staticky určité konstrukci mají tvar přímých (lomených) čar, na staticky neurčité konstrukci jsou čáry zakřivené. Pokud se ale na staticky neurčité konstrukci nachází staticky určitá část (konzola, vložené prosté pole), má příčinková čára v tomto úseku lineární průběh.
Příčinkové čáry se využívají hlavně pro návrh mostů, pásových dopravníků a jeřábových drah – konstrukcí, kde se proměnné zatížení po konstrukci pohybuje. Příčinkové čáry tak slouží pro vyšetření nejnepříznivější polohy pohyblivého zatížení, konkrétně se používá Winklerovo kritérium či kritérium max max M (rozšířené Winklerovo kritérium).